# ドーデカス
『ドーデカス』は、2004年11月5日から2006年3月24日までスペースシャワーTVで放送されていた音楽を題材とした視聴者参加型クイズ番組。微妙なセンスで選出された賞品で人気を博していた。初回放送は毎週金曜日19:00～20:00（リピート放送あり）。全68回。音楽を題材とはしていたものの、曲名やアーティスト名にこじつけた音楽とは全く関係ない問題も多く出題されていた。
番組開始から2005年3月までと同年4月から番組終了までは、番組のセットやテイストは同じながら、ルールはほぼ異なっていた（ここでは便宜上、前期・後期と区分する）
なお、「ドーデカス」はギリシア語で「12」を意味する。

## 出演者
- ピエール瀧（司会）
- お米ちゃん・兄（双子のアシスタント、右側・帽子が青い方）
- お米ちゃん・弟（双子のアシスタント、左側・帽子が緑色の方）
- シビレさん（謎の老人、前期は電気ショックボタン係・後期は問題VTRに登場）
- エルナ・フェラガ～モ（番組中盤のCM前に登場する歌手、番組開始～2005年2月）
- TUCKER（エレナ・フェラガーモのバッキングやエンディングにて演奏を披露するエレクトーン奏者、前期のみ）
- 桜井えりす（賞品紹介VTRに登場、2006年1月～番組終了、探偵ファイル記者）
- 村山レイカ（ナレーション・出題、番組開始～2005年2月）
- 藤井千夏（ナレーション・出題、2005年3月～番組終了、ex.BINGO BONGO）

番組最終回ではお米ちゃんが解答者となったが、解答者紹介やスタッフロールで本名が明かされた。また、セカンドステージの問題VTRでは、お米ちゃんの両親が登場した。

## 前期（2004年11月～2005年3月）
- 視聴者応募から選出された解答者1名は、ピエール瀧とお米兄弟の右手の回答者席に陣取る。
- クイズは全12問。
- 持ち点1万ドデカからスタート。解答者は問題ごとに持ち点からベットし、クイズに正解するとベットしたドデカポイント（得点）が倍となる。
- 問題に正解すると獲得したドデカポイントを更に増やせる、ダブルアップチャンスの権利が3回だけ使える。12枚の星座名がついたカードの中から1枚選び、その中には倍となったベットした得点が更に2倍、もしくは5倍になるカードだけでなく、ベットしたドデカポイントがチャラ、もしくはチャラになった上に持ち点が半額になってしまうマイナスカードも存在する。
- 問題が不正解の場合は、罰としてシビレさんから解答者に電気ショックが与えられる（後期になって廃止されたが、最終回のみ復活した）。
- 最終問題では問題に正解した場合のみ、0・2～12の目が刻まれた12面ダイス（ドーデカスダイス）にチャレンジ出来る。出た目がそのままベットしたドデカポイントの倍率となる。

### 主な問題
基本は三択クイズや○×クイズだが、以下のような問題も出題された。
- バキュームクイズ…ミュージシャンの写真に布などでコラージュを施し、それらを部分ごとに掃除機でバキュームしていく事により、そのミュージシャンが誰かを当てるクイズ。最初のバキュームで正解するとベットした得点が5倍となり、以後バキュームごとに3倍・2倍と倍率が低くなる。最初の段階で容易に分かるケースも多々あり、高得点が期待出来るクイズだった。
- 最終問題…主にドーデカスの公式サイトにて呼びかけられたアンケートの結果から出題された。（例:槇原敬之とエルトン・ジョン、マメそうなのはどっち？）

### ゲストクイズ
- 番組の中盤にはスタジオに来たゲストにちなんだ問題が本人から出題された。出演したゲストは以下の通り。

コーネリアス（#1・2004年11月5日）
松蔭浩之（#2・2004年11月12日）
宇川直宏（#3・2004年11月19日）
AFRA（#5・2004年12月3日）
UZI（#6・2004年12月10日）
石野卓球（#7・2004年12月17日）
松蔭浩之（#8・2004年12月24日）
スチャダラパー（#9・2005年1月7日）（この回は解答者として、当時共演CDをリリース直前だったアルファが出演した）
DJ KENTARO（#10・2005年1月14日）
ザマギ（#11・2005年1月21日）
宇川直宏（#12・2005年1月28日）
SOIL&"PIMP"SESSIONS(#13・2005年2月4日)
松蔭浩之（#14・2005年2月11日）
ASA-CHANG（#15・2005年2月18日）
清水ミチコ（#16・2005年2月25日）
デキシード・ザ・エモンズ（#17・2005年3月4日）
電撃ネットワーク（#18・2005年3月11日）
RYUKYUDISKO（#19・2005年3月18日）
勝手に観光協会（みうらじゅん、安斎肇）（#20・2005年3月25日）

### 賞品
- 最終的に獲得したドデカポイントに応じて賞品が決定する。賞品は以下の通り。

120万ドデカ～　ハワイ往復チケット
60万ドデカ～　韓国往復チケット
20万ドデカ～　北海道往復チケット
10万ドデカ～　熱海往復チケット
1万ドデカ～　東京ムツゴロウ王国チケット
1ドデカ～　東京タワーチケット
（10万ドデカ以上の場合は更に、解答者が行きたいミュージシャンのライブのチケットが加わる）
（伊豆大島から北海道に変更されたり、韓国往復チケットが80万ドデカ～になるなどのマイナーチェンジも何度か行われた）

## 後期（2005年4月～2006年3月）
- 視聴者応募から選出された解答者2名（稀にチーム対抗戦もあり）はピエール瀧とお米兄弟を挟んで左右のテーブルに陣取る。クイズはファーストステージ、セカンドステージと区分され、最終的に獲得したドデカポイント（得点）の高かった解答者がファイナルステージ進出の権利を獲得する。
- 2005年6月～7月には、夏のロック・フェスティバル開催直前という事で、フジ・ロック・フェスティバル大会やサマーソニック大会、WIRE大会、RISING SUN ROCK FESTIVAL大会が開催。問題や賞品も各フェスにちなんだ仕様となっていた。

### オープニングクイズ
- 1問限定の早押しクイズ。正解者は10000ドデカとファーストステージの最初のパネル選択権を獲得。誤答はその問題の解答権を一旦失う。
  - 両者共に不正解だった場合、ヒントが与えられた上で、再び両者に解答権。

### ファーストステージ
- 早押しクイズ。ジャンル別に分かれた12枚のパネルから問題を選び、クイズに正解した解答者にはドデカポイント（10000ドデカ）と次のパネル選択権、更にパネルの裏に記された賞品が与えられる。
- 両者共に不正解だった場合、その賞品は視聴者プレゼントになる（パネル選択権はその前の問題に正解した解答者に再度与えられる）。
- 途中から「2倍カード」が追加。パネルの中には1枚だけ、賞品と共に、セカンドステージでの獲得ポイントが2倍になる「2倍カード」付きのものがまざっており、それを正解すれば獲得できる。（ただし、2倍カードがついているのは商品オープン時に判明し、パネル指定時にはわからない）

### ファーストステージの主な問題
- シビレさん…シビレさんがあるアーティストにラブレターを読み、そのアーティストを当てる。この際のVTRが手紙の内容と何の関係もない上に、かなりシュールな内容だった。（例：ガンマンや侍に扮装したシビレさんが登場する等）
- お米…お米ちゃんがアーティストの名前を絵にしてクリアボードに描き、そのアーティストを当てる。常軌を逸脱したかの様な感性で描かれた絵は、それ単体が何であるかを読み取るのも難しかった。また、お米ちゃんがピアニカである曲を演奏し、その曲のアーティスト名と曲名を当てるという問題も出題されていた。
- 街角ダービー…「○○にしたいアーティスト」などのお題で選出された3組のアーティストの中から、街頭アンケートで1位になったアーティストを当てる3択問題。しかし、アンケート内容がありがちなパターンではなく、アンケートとしては心底どうでも良い内容が多々あった。
- ビデオ…アーティストのビデオクリップのオチを当てる4択問題。番組末期には、4番目の選択肢が何故かジャイアント馬場が頻繁に登場した。また、明らかに不正解とわかる選択肢がある場合も多かった。
- ロゴ…表示された4種類のロゴの中から、正しいアーティストロゴを当てる4択問題。正解すると偽ロゴがプリントされた間違いTシャツ（3枚）が貰える。一説には番組中最も人気のあった賞品。スペースシャワーＴＶのロゴが出題されたこともある。ビデオ同様、明らかに間違っている選択肢も多々あった。
- ジャケット…1箇所だけ設定されたアーティストの有名なジャケット写真の間違いを探す。一見してわかるほど簡単な物もあれば、精巧にできた物も存在した。

### セカンドステージ
- 3問限定の早押しクイズ。正解者はファーストステージで相手が獲得した賞品をひとつ横取りする事ができる。横取りした賞品は再度横取りの対象にすることができない。その為賞品単体が欲しい場合はファーストステージで相手に取らせ、横取りで獲得するという駆け引きが対戦者の間で存在した。
- 賞品にはそれぞれドデカポイントが設定されており、正解者がファーストステージで獲得したドデカポイントに加算される。中にはマイナスポイントが設定されているものもある。プラス・マイナス共に基礎最大値は50000。対戦相手のカードのポイントは隠されていて、解答者は自分のポイントしか分からないようになっている。横取りした賞品のポイントは両者に公開される。
- ファーストステージで2倍カードを獲得していれば、使用した上で横取りする賞品を指定する事でその賞品の獲得ポイントを2倍にすることができるが、ポイントを見ずに使用の宣言をしなくてはならないため、マイナスポイントを倍にしてしまう可能性もある（実際に-50000ドデカの賞品を2倍カードで横取りしてしまった挑戦者もいた）。2倍カードは1度使用した時点で消滅する。
- 欲しい賞品を横取りするか、マイナスポイント賞品の推理、2倍カードを使用するタイミングなどの駆け引きが見所である。傾向としては賞品が高額な物ほどマイナスの確率が高かった。
- なお、横取りされなかった賞品に設定されたドデカポイントも解答者のポイントに加算される。そのため、賞品を大量に獲得した場合、その分マイナスポイントを多く抱えてしまう事もあるので、最終的に賞品数の少ない方の解答者が勝利する意外なケースも何度か見られた。
- 3問が終了した時点で手元にある賞品は最終的な勝敗に関わらず獲得できる（ただし、後述する『瀧の目』が出た場合は没収される）。

### セカンドステージの主な問題
- 街角似顔絵クイズ…そのタイトル通り、街角に居る人に描いてもらったアーティストの似顔絵が誰かを当てる。
- 前世クイズ…占い師にアーティストの前世を占ってもらい、その前世が何かを当てる。
- ズバリ当てましょう…上記クイズと同じく占い師が登場し、アーティストにまつわるテーマに沿って占い、その占った結果から導き出されたラッキーアイテムが何かを当てる。
- お米対決…双子の兄弟・お米ちゃんが毎回様々な対決を行い、兄が勝つか弟が勝つかを当てる。早押しで先に解答権を得た解答者に二択の選択権が与えられ、もう一方の解答者は残った方を選ぶ。体力勝負ではやや体重の重い弟が勝つ事が多い。最終回で判明した戦績は完全に五分五分と気味の悪いほどの互角ぶりを見せた。

### ファイナルステージ
- ファーストステージとセカンドステージで獲得したドデカポイントの総合計が高かった解答者がファイナルステージ進出の権利を得る。
- 解答者は12面ダイス（特番では6面ダイスのこともある）の中から「ハワイ面」を指定し、ダイスを転がしてその面が出ればハワイ旅行を獲得する事ができる。指定できるハワイ面の個数は獲得したドデカポイントに応じて設定されている（最低1つ、最高5つ）。
- ハワイ面指定後、ピエール瀧が残った面の中から一面だけ「瀧の目」を指定する。ダイスを転がして「瀧の目」が出ると獲得した全賞品が没収され、権利者だけでなく相手の賞品もすべて没収されてしまう。最終回直前には、それまでに「瀧の目」を出した解答者同士による、リベンジ大会が行われた。

### 賞品
お姉さんによって「あの○○」と微妙な知名度のメーカー名を強調して紹介されるのが通例。多くはスペースシャワーTV近辺のドン・キホーテ六本木店で購入されたと言われている。
代表的な賞品
- ジェミニのターンテーブル
- Avox社製品（DVDプレーヤー・デジタルカメラ etc）
- 間違いTシャツ

「ロゴ」の問題で掲示された4つのうち、不正解の3つのロゴがそれぞれプリントされたTシャツ3枚。かならずロゴの問題の賞品となっていた。
- 中国製ゲーム機

PlayStation 2に見た目がそっくりだが実はファミコン専用機。
- 宇宙の土地（月、火星、金星など）シリーズ

土地の権利書が貰える。
- ヒョウのぬいぐるみ
- iPod shuffleに似た、デジタルオーディオプレーヤー